# LOC Kargil
LOC Kargil è un film indiano del 2003 scritto, diretto e prodotto da J. P. Dutta, distribuito in India il 26 dicembre 2003, ed è ispirato alla guerra di Kargil. Il film, che è interpretato da numerose stelle di Bollywood, è stato candidato a cinque Filmfare Awards, ed a tre Screen Weekly Award, di cui ne ha vinti due: "Miglior testo musicale" (a Javed Akhtar per il brano Ek Saathi Aur Bhi Tha) e "Miglior design pubblicitario".